# San Francisco Putla
San Francisco Putla es una localidad al norte del municipio de Tenango del Valle. Situada a una altura de 2,720 metros sobre el nivel del mar, se caracteriza por su intensa floricultura. Tiene problemas de seguridad alimentaria y un grado alto de marginación.
Una de las principales actividades que mantienen la economía de esta comunidad es la agricultura, teniendo como principales productos: hortalizas, maíz y cultivo de flores (en noviembre).

## Geografía
Se encuentra a una altitud de 2 270 m s. n. m., a 6 km de la cabecera municipal, la ciudad de Tenango de Arista y a 20 km de la capital estatal, Toluca de Lerdo.

## Demografía
Conforme al Censo de Población y Vivienda 2020 realizado por el Instituto Nacional de Estadística y Geografía (INEGI) en marzo de 2020, San Francisco Putla contaba hasta ese año con un total de 3351 habitantes, de dicha cifra, 1643 eran hombres y 1708 eran mujeres.

## Toponimia
La palabra “Putla” deriva del náhuatl poctlan, poctli “humo” y –lan sufijo de “lugar”, y significa “lugar de humo”. Se le atribuye a la comunidad ese nombre debido a la abundante neblina que flota en el ambiente vaporizado por las mañanas por estar asentado en una zona húmeda cercana al Nevado de Toluca.

## Floricultura

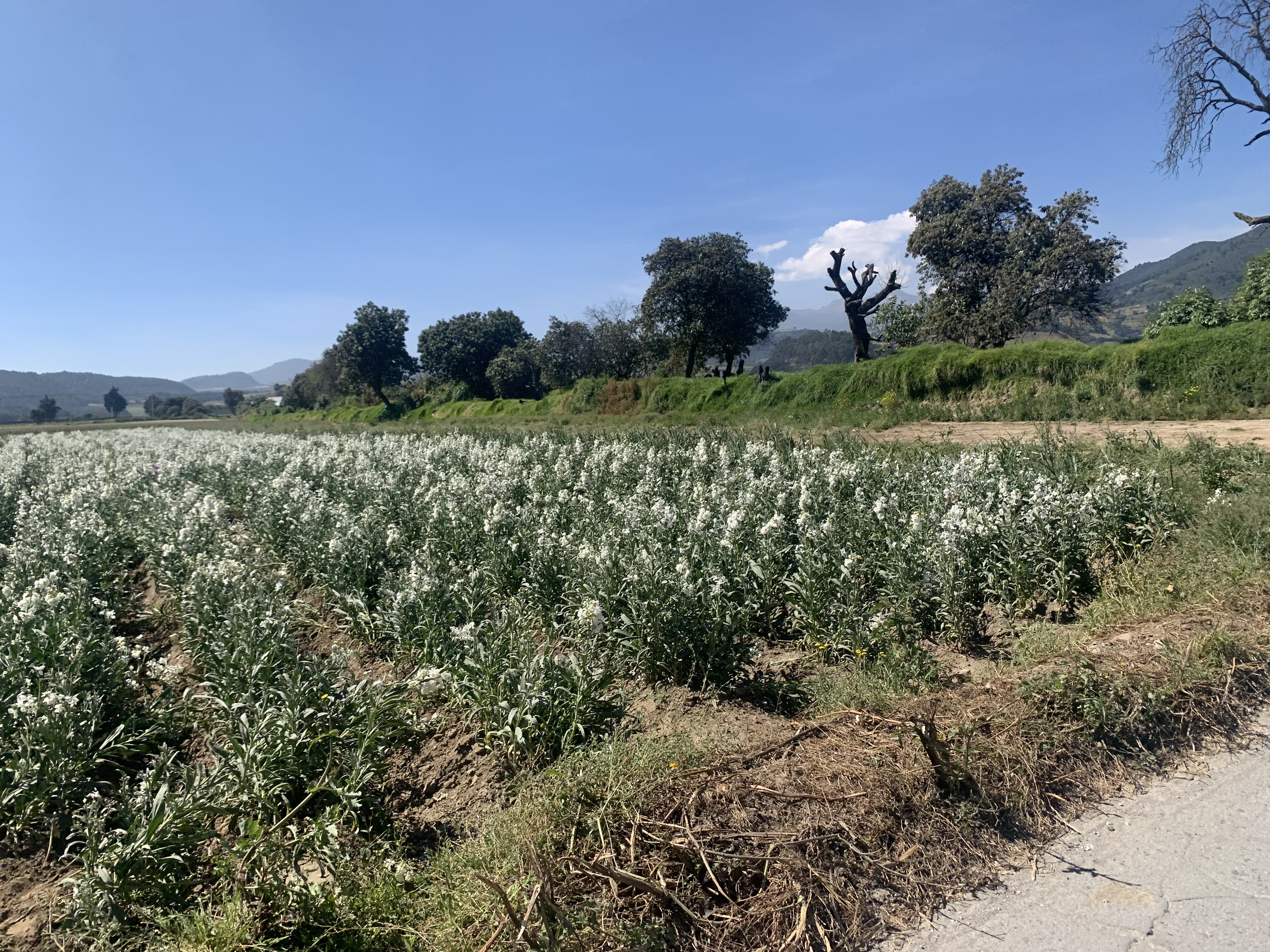
Cultivo de flor

La flor que más famosamente se produce en este pueblo es el cempasúchil, tradicional adorno del Día de Muertos. También se cultivan otras flores de temporada como el girasol. La flor de nube se cosecha todo el año.
La agroindustria del cempasúchil ha trasladado su producción a otros países como China, Perú e India por el bajo costo de la mano de obra, lo cual ha mermado la demanda nacional.